# Elektret
Elektret je trajno naelektrizirani i polarizirani dielektrik u kojem je električno polje nalik magnetskom polju stalnih magneta: ako se elektret prereže tako da se razdvoje dijelovi s najjačim pozitivnim i negativnim električnim poljem dobiju se dva elektreta koja sadrže i pozitivni i negativni električni naboj. Hlađenjem ugrijana dielektričnoga materijala u jakom električnom polju mogu na primjer polarizirati neki barijevi titanati i voskovi. Prirodni elektret je turmalin.

## Dielektrik
Dielektrik ili izolator (eng. dielectric, njem. Isolator) je tvar ili medij koji ne vodi električnu struju, to jest vakuum i tvar koja sadrži zanemariv broj slobodnih elektrona i iona koji se mogu gibati pod utjecajem vanjskog električnog polja, odnosno svaka tvar kojoj je električna otpornost veća od 108 Ωm. Električna otpornost jantara veća je od 1016 Ωm, a parafina, sumpora i stakla veća od 1014 Ωm.

## Turmalini
Turmalini (njem. Turmalin < singalski tōramalli) je skupni naziv za trigonske minerale. To su aluminijevi borosilikati vrlo složena sastava, pa je na primjer formula elbaita Na(Li,Al)3Al6(BO3)3Si6O18(OH)4. Kristali su im često lijepo razvijeni, a boja im ovisi o sastavu, pa je rubelit crven, indigolit modar, dravit i šerlit su smeđi, africit je crn. Turmalina ima u granitima i pegmatitima. Bruse se u različitim oblicima kao ukrasno i drago kamenje.